# أغسطس جاكسون
أغسطس جاكسون (بالإنجليزية: Augustus Jackson)‏ هو شخصية أعمال أمريكي، ولد في 16 أبريل 1808، وتوفي في 11 يناير 1852.